# LimeSurvey
LimeSurvey (anterior PHPSurveyor) este o aplicație open source online de chestionare scrisă în PHP, care utilizează baze de date MySQL, PostgreSQL sau MSSQL, distribuită sub licență GNU General Public License. Fiind un software bazat pe un server web, permite utilizatorilor să dezvolte și să publice chestionare online, să colecteze răspunsuri, să creeze statistici și să exporte datele culese în alte aplicații.

## Istoric
LimeSurvey a fost inițial înregistrat ca un proiect SourceForge.net numit PHPSurveyor pe 20 februarie 2003, și a fost original scris de către un dezvoltator software australian, pe nume Jason Cleeland. Prima versiune pentru public a fost 0.93, publicată pe data de 5 martie 2003. Proiectul a dezvoltat rapid o audiență largă de utilizatori după ce au fost implementate funcții mai avansate ca sondajele pe ramuri (cu condiții), control accesului și posibilitatea de a folosi șabloane.
În 2004, în timpul alegerilor pentru președinția SUA din 2004, PHPSurveyor a fost folosit pentru a aduna date despre posibilele iregularități ale votului. Acesta a identificat aproximativ 13500 de incidente în primele 10 ore de votare și a fost selectat ca parte din Sistemul de Raportare al Incidentelor de la Alegeri.
La începutul anului 2006, conducerea proiectului a fost cedată lui Carsten Schmitz, un manager de proiecte IT german. pe 17 mai 2007, numele proiectului a fost schimbat din PHPSurveyor în LimeSurvey, pentru a facilita licențierea aplicației.
La sfârșitul anului 2008, un serviciu de găzduire web pentru LimeSurvey a fost lansat de către Carsten Schmitz. Numele acestuia este LimeService, și găzduiește LimeSurvey pentru o taxă bazată pe fiecare răspuns.
Din 4 iuniei 2008, LimeSurvey ocupă locul 99 din 100.000 de proiecte în clasamentul SourceForge.net. A fost descărcat de mai mult de 200.000 de ori și este cotată cu notele 5 la „Producție/Stabilitate”, și 6 la capitolul „Maturitate”.
În 2009, LimeSurvey a participat la Google Summer of Code, un program care încurajează studenții de peste 18 ani să lucreze și să ajute în dezvoltarea proiectelor open source. Studenții au ajutat la dezvoltarea interfeței și a modulului de statistică din noua versiune LimeSurvey 2.0. 
În 2010, LimeSurvey a participat încă o dată la Google Summer of Code. Studenții au trebui să dezvolte Motorul de Depozitare al Bazei de Date pentru LimeSurvey 2.0, și au implementat mult dorita opțiune „Întrebare pentru fișierul trimis”. În noiembrie, LimeSurvey de asemenea a participat la Google Code-In, un program similar care recompensează elevii la liceu pentru contribuția lor în proiectele open source Sarcinile au variat de la a îmbunătăți paginile de Wikipedia până la a actualiza interfața utilizatorului.
Din 2010, LimeSurvey are 2.944 de descărcări săptămânale pe SourceForge, și este pe locul 32.633 în topul de trafic Alexa.

### Versiunea 2.0
Echipa de dezvoltare a LimeSurvey a lansat LimeSurvey 2.0 în 2012. Codul de bază a fost complet rescris de la 0, utilizând structura MVC (Model-View-Controller) și cadrul CakePHP. În afară de structura codului, pentru o mai bună extensibilitate, noua versiune utiliza o interfață grafică mai accesibilă, cu un design complet nou ce utiliza tehnologia AJAX.

### Fondarea LimeSurvey GmbH
În August 2015, LimeSurvey GmbH a fost fondată, o societate cu răspundere limitată, cu scopul de a coordona mai bine dezvoltarea ulterioară și de a oferi servicii construite în jurul LimeSurvey.  

### Versiunea 2.50
Versiunea 2.50 a fost lansată versiunea 2.50 de către LimeSurvey GmbH ce utiliza o nouă interfață de administrare, precum și un nou model șabloane pentru chestionare.  

### Versiunea 3.0
Versiunea 3.0 a fost lansată în Decembrie 2017. Dincolo de schimbările interfeței de administrare pentru o uzibilitate mai ridicată, sistemul învechit de design al șabloanelor a fost convertit pentru a permite crearea și editarea șabloanelor prin Twig.

## Caracteristici de bază
LimeSurvey este o aplicație web care se instalează pe serverul utilizatorului. După instalarea, utilizatorii pot administra conținutul printr-o interfața web. Utilizatorii au la dispoziție un editor text „rich text” pentru întrebări și mesaje, împreună cu posibilitatea de a integra imagini și video în sondaj. Aspectul și formatarea chestionarelor poate fi schimbată prin intermediul unui editor de șabloane. Șabloanele pot fi configurate într-un editor HTML WYSIWYG. De asemenea, șabloanele pot fi ușor importate și exportate prin intermediul editorului. Odată ce un chestionar este finalizat, utilizatorul îl poate activa, devenind vizibil pentru cei care doresc să îl completeze. Asemănător, întrebările pot fi importate și exportate prin interfața editorului. LimeSurvey nu are nicio limită pentru numărul de chestionare pe care un utilizator le poate crea, și nicio limită față de câți participanți pot exista. Ignorând constrângerile tehnice și practice, nu există nicio limită a întrebărilor pe care le poate avea un sondaj.
Întrebările sunt adăugate în grupuri. Întrebările din fiecare grup sunt organizate pe aceiași pagină. Sondajele pot include o mare varietate de tipuri de întrebări, care pot avea multe modalități de răspuns, cum ar fi alegerea multiplă, introducerea de text, liste de alegere, introducerea de numere sau simplul răspuns DA/NU. Întrebările pot fi aranjate într-un vector bidimensional, cu opțiuni de-a lungul unei axe și întrebări de-a lungul celeilalte axe. Întrebările pot depinde de rezultatele altor întrebări. De exemplu, o persoană poate fi întrebată despre navetă dacă aceasta a răspuns afirmativ la întrebarea despre un nou loc de muncă.

## Caracteristici avansate
LimeSurvey oferă de asemenea câteva opțiuni avansate. Furnizează statistici de bază și analize grafice la rezultatele chestionarelor. Sondajele pot fi accesibile publicului larg sau pot fi controlate strict prin intermediul unor adrese ce pot fi acordate doar celor selectați să participe. De asemenea, participanții pot fi anonimi, sau LimeSurvey le poate depista adresa IP. O listă cu toate caracteristicile în limba engleză poate fi găsită pe pagina web LimeSurvey  Arhivat în 27 martie 2015, la Wayback Machine..

## Găzduire web
Numeroase companii oferă servicii de găzduire web pentru LimeSurvey, fie prin intermediul unei instalări personalizate sau al panoului de control, cum ar fi cPanel cu Fantastico , Plesk  și Virtualmin Professional . LimeSurvey a fost portat pe diferite sisteme de administrare al conținutului externe, cum ar fi PostNuke și XOOPS . O portare pe Joomla există, dar nu este compatibilă cu versiune 1.5 a Joomla. Principalul dezvoltator și liderul proiectului LimeSurvey, Carsten Schmitz, deține compania LimeService, care oferiă servicii de găzduire pentru LimeSurvey pentru o taxă mică. Acest serviciu este similar cu cel al altor aplicații web, ca SurveyMonkey; principala diferență pe care o oferă LimeSurvey este taxarea bazată pe numărul de persoane care răspund la sondaj, și nu pe timpul în care este activ. LimeService oferă până la 25 de răspunsuri pe lună, după care răspunsurile pot fi cumpărate prin unul din multiplele pachete.

## Caracteristici internaționale
Și partea frontală, și cea din spate a LimeSurvey sunt disponibile în mai mult de 50 de limbi și dialecte; 22 dintre acestea au peste 95% din traducere terminată. Se folosește setul de caractere UTF-8. Traducerile principale sunt: albaneză, bască, chineză, croată, daneză, olandeză, finlandeză, franceză, galițiană, germană, greacă, ungară, ebraică, italiană, japoneză, portugheză, rusă, sârbă, slovenă, spaniolă, suedeză. Există de asemenea multe traduceri parțiale în alte limbi (cum ar fi româna) .

## Aplicații
LimeSurvey are o mare varietate de aplicații. Aceasta permite utilizatorilor să creeze și să găzduiască sondaje de mare calitate, ideal pentru scopul de a aduna date generale. Aceasta poate fi folosită pentru sondaje de marketing, sau pentru teste psihologice. Printre cele mai creative moduri în care au fost folosite chestionarele putem enumera formularele pentru produse gratuite, sau folosirea lor pentru testele de carnet auto.
LimeSurvey este folosit de câteva organizații importante cum ar fi guvernul Austriei, Ars Electronica, și alte organizații open source cum ar fi OpenOffice.org, Ubuntu și GNOME. LimeSurvey este de asemenea utilizat de un număr mare de institute de învățământ de pe tot globul.

## Recepția
În decembrie 2007, LimeSurvey a câștigat premiul Les Trophées du Libre la categoria Enterprise Management. Acest trofeu se acordă celor mai inovative și promițătoare proiecte open source.
În 2008, LimeSurvey a fost nominalizată la categoria Cel mai bun proiect pentru o întreprindere la SourceForge.net Community Choice Awards 2008.